# 皇宫堡区
皇宫堡区（匈牙利語：Várpalotai járás），是匈牙利维斯普雷姆州的一个区，总面积294.28平方公里，总人口37,882人（2011年），人口密度129人/平方公里。中心城市为皇宫堡。

## 市镇
皇宫堡区包含两个城镇、一个大村和5个村庄。